# Mancomunitat Intermunicipal de la Vall de Pop
La Mancomunitat Intermunicipal de la Vall de Pop és una mancomunitat de municipis de la comarca de la Marina Alta (País Valencià). Aglomera 8 municipis i 20.642 habitants, en una extensió de 227,40 km². Actualment (2017) la mancomunitat és presidida per l'alcalde de Compromís de l'ajuntament de Xaló.
Les seues competències són:
- Assessoria jurídica
- Centre de Formació Professional
- Cultura
- Depuració d'aigües residuals
- Esports
- Recollida d'animals abandonats
- Tercera edat
- Turisme

Els pobles que formen la mancomunitat són:
- Alcalalí
- Benigembla
- Xaló
- Llíber
- Murla
- Parcent
- Senija
- Benissa